# Karolina Grabowicz-Matyjas
Karolina Grabowicz-Matyjas (ur. 25 czerwca 1979 w Gdyni) – polska historyk sztuki, kuratorka wystaw i muzealnik. Organizatorka i pierwsza dyrektor Muzeum Emigracji w Gdyni (od 2012). 

## Życiorys
Pochodzi z rodziny kresowej pochodzącej z Wilna, która osiedliła się w Gdyni po II wojnie światowej. Urodziła się w Gdyni w 1979 roku, gdzie dorastała oraz ukończyła szkołę średnią. Po ukończeniu liceum rozpoczęła studia z historii sztuki na Uniwersytecie Mikołaja Kopernika w Toruniu. Podczas studiów nawiązała współpracę z nowo powstałym Centrum Sztuki Współczesnej „Łaźnia” w Gdańsku. W 2003 roku została kuratorką tej placówki. W CSW Łaźnia zajmowała się organizacją i promocją wystaw. Grabowicz-Matyjas jest autorką cyklu wystaw Inkubator, który miał za zadanie wypromować młodych, polskich artystów. W 2006 rozpoczęła pracę w Wydziale Kultury Urzędu Miasta Gdyni, gdzie była główną koordynatorką większości wydarzeń kulturalnych odbywających się w Gdyni. Na stanowisku tym sprawowała m.in. nadzór nad organizacją festiwalu Open’er. W 2011 została pełnomocnikiem prezydenta Gdyni ds. koordynacji projektu "Muzeum Emigracji". W 2012 została powołana przez prezydenta Gdyni Wojciecha Szczurka na stanowisko dyrektora nowo powstałego Muzeum Emigracji w Gdyni.
Jest autorką i współautorką wielu publikacji związanych z historią emigracji.